# Dobsonia anderseni
Dobsonia anderseni é uma espécie de morcego da família Pteropodidae. Endêmica da Papua-Nova Guiné.